# Филипсон, Григорий Иванович
Григорий Иванович Филипсон (1 (13) января 1809, Казань — 14 (26) января 1883, Санкт-Петербург) — русский военачальник, генерал от инфантерии (28.10.1880). Особо отличился во время Кавказской войны. Наказной атаман Черноморского казачьего войска (10.07.1855—12.09.1860). На склоне жизни — попечитель Санкт-Петербургского учебного округа (1861—1862) и сенатор. Дочь генерала Г. И. Филипсона, Наталья, в браке княгиня Яшвиль (1861—1939), стала художницей, покровительницей художника М. В. Нестерова, в дальнейшем — организатором крупного центра иконописи русских белоэмигрантов в Праге. 

## Биография

### Начало пути
Родился в Казани 1 января 1809 года в семье Ивана Андреевича Филипсона, далёкие предки которого являлись выходцами из Великобритании, и его супруги Прасковьи Степановны, урождённой Есиповой. Отец его, командовавший в Казани гарнизонным полком, через год после рождения сына-первенца вышел в отставку в чине полковника и поселился в имении жены, с. Архангельском Пензенской губернии, где Филипсон и провёл своё детство до 9 лет.
В 1818 г. он был определён в университетский пансион, содержавшийся в Казани лектором немецкого языка Лейтером, а осенью 1821 г. поступил в пензенскую гимназию.
Когда мальчику минуло 14 лет, отец определил его юнкером в Олонецкий пехотный полк, откуда через год Филипсон был отправлен, по выбору начальства, в юнкерскую школу в Могилёве. Прослушав здесь годичный курс, Филипсон был переведён в офицерское училище, откуда 23 февраля 1826 г. выпущен прапорщиком в гренадерский принца Евгения Виртембергского полк.
В 1829 г. Филипсон был ротным командиром, а в 1830 и 1831 гг. принимал с полком участие в усмирении Польского восстания и в штурме Варшавы, за что получил ордена Святой Анны 4-й степени и Святой Анны 3-й степени с бантом, а также польский знак отличия за военное достоинство 4-й степени. По возвращении из похода, Филипсон был прикомандирован к Военной академии, в которую поступил в 1833 г. и первым окончил в ней двухгодичный курс с чином капитана и с причислением к Генеральному штабу. Будучи ещё в академии, Филипсон начал изучать восточные языки, намереваясь применить свои знания в службе на Кавказе, куда и был назначен, по собственному желанию, в 1835 г.

### Служба на Кавказе
Состоя в распоряжении командующего войсками Кавказской линии и Черноморского края, генерал-лейтенанта Вельяминова, Филипсон принимал участие в съёмках и исполнял обязанности обер-квартирмейстера, а затем состоял начальником штаба при начальнике 1-го отделения Черноморской прибрежной линии, генерал-майоре Раевском, и совершил несколько походов против горцев. Ту же должность Филипсон сохранил и при генерал-майоре Анрепе, преемнике Раевского. Экспедиции против горцев продолжались по-прежнему, причём, за экспедицию 1842 г. Филипсон получил орден Святого Владимира 3-й степени. 30 апреля 1845 г. Филипсон был произведён в генерал-майоры и назначен начальником штаба войск Кавказской линии.
В период службы на Кавказе Филипсон  демонстрировал либеральность воззрений, и с симпатией относился ко многим сосланным туда «неблагонадёжным» лицам, в частности, к ссыльным декабристам князю Одоевскому и Бестужеву-Марлинскому, целому ряду офицеров из ссыльных поляков; был дружен со своим сослуживцем  Львом Сергеевичем Пушкиным, младшим братом поэта, и доктором Николаем Васильевич Майером, послужившим прототипом для доктора Вернера из «Героя Нашего Времени» М. Ю. Лермонтова. Однако, о личном знакомстве непосредственно с Лермонтовым, если таковое имело место, Филипсон не упоминает. 
Не сочувствуя ни новым людям, приобретшим влияние при новом (с 1845 г.) кавказском наместнике, князе М. С. Воронцове, ни новым порядкам, заведенным новым главнокомандующим, Филипсон задумал в 1847 г. оставить Кавказ и подал прошение об увольнении его, по болезни, в годовой отпуск. Воронцов не встречал препятствий для отпуска, но не согласился император Николай Павлович: считая Филипсона знатоком края, его величество приказал прислать его в Санкт-Петербург для получения личных Высочайших указаний относительно предполагавшегося усиления Кавказского линейного казачьего войска перечислением в него государственных крестьян Ставропольской губернии. Князь Воронцов не сочувствовал этой мере, что и высказал в донесении, посланном Государю с Филипсоном. Последний, наоборот, в основе соглашался с монаршими предначертаниями, о чём и доложил императору при представлении его величеству. Государь велел Филипсону составить об этом записку, которую немедленно утвердил и передал для исполнения в департамент военных поселений, в тот же день отославший её наместнику Кавказа. После этого служба Филипсона под начальством князя Воронцова сделалась невозможной. За это время Филипсон получил ордена: Святого Станислава 1-й степени (11.02.1848) и Святой Анны 1-й степени (21.02.1851).
В сентябре 1849 г. Филипсон был назначен начальником штаба 4-го пехотного корпуса, 2 января следующего года был произведён в генерал-майоры и почти сразу вышел в отставку, занимался устройством имения, принадлежавшего его жене в земле Войска Донского.
В 1855 г., по настоянию вновь назначенного главнокомандующим Кавказской армией Н. Н. Муравьёва, Филипсон согласился опять вступить в службу и в июле назначен наказным атаманом Черноморского казачьего войска, а в августе 1856 г., кроме того, и командиром 1-й бригады 19-й пехотной дивизии. Преемник Н. Н. Муравьёва, князь А. И. Барятинский, высоко ценил Филипсона и неоднократно представлял его к наградам за отличия в делах против горцев — при занятии и возобновлении крепости Анапы, при постройке в низовьях реки Адагум укрепления, а также за боевую распорядительность во время экспедиции между реками Лабой и Белой. За пять лет Филипсон получил ордена: Святого Владимира 2-й степени с мечами (09.10.1858), Белого орла (15.10.1859) и Святого Александра Невского с мечами (06.12.1859). 23 сентября 1857 г. он был произведён в генерал-лейтенанты, а в следующем году назначен командующим войсками правого фланга Кавказской линии.
В 1859 году вследствие действий войск, состоявших под начальством Филипсона, присягнуло русскому Императору многочисленное и воинственное племя Западного Кавказа — абадзехи; кроме того, покорён целый ряд других племен и, между прочим, все абазинские народности между Лабой и Ходзем. Действия Филипсона значительно облегчили окончательное покорение Западного Кавказа. Назначенный в 1860 г. начальником штаба Кавказской армии, Филипсон в следующем году был уже сенатором, получив при увольнении от последней должности бриллиантовые знаки к ордену Святого Александра Невского (29.04.1861).

### Попечитель учебного округа
Он прежде мирный был казак,

Теперь он попечитель дикий;

Филиппов сын — положим, так,

А все не Александр Великий.

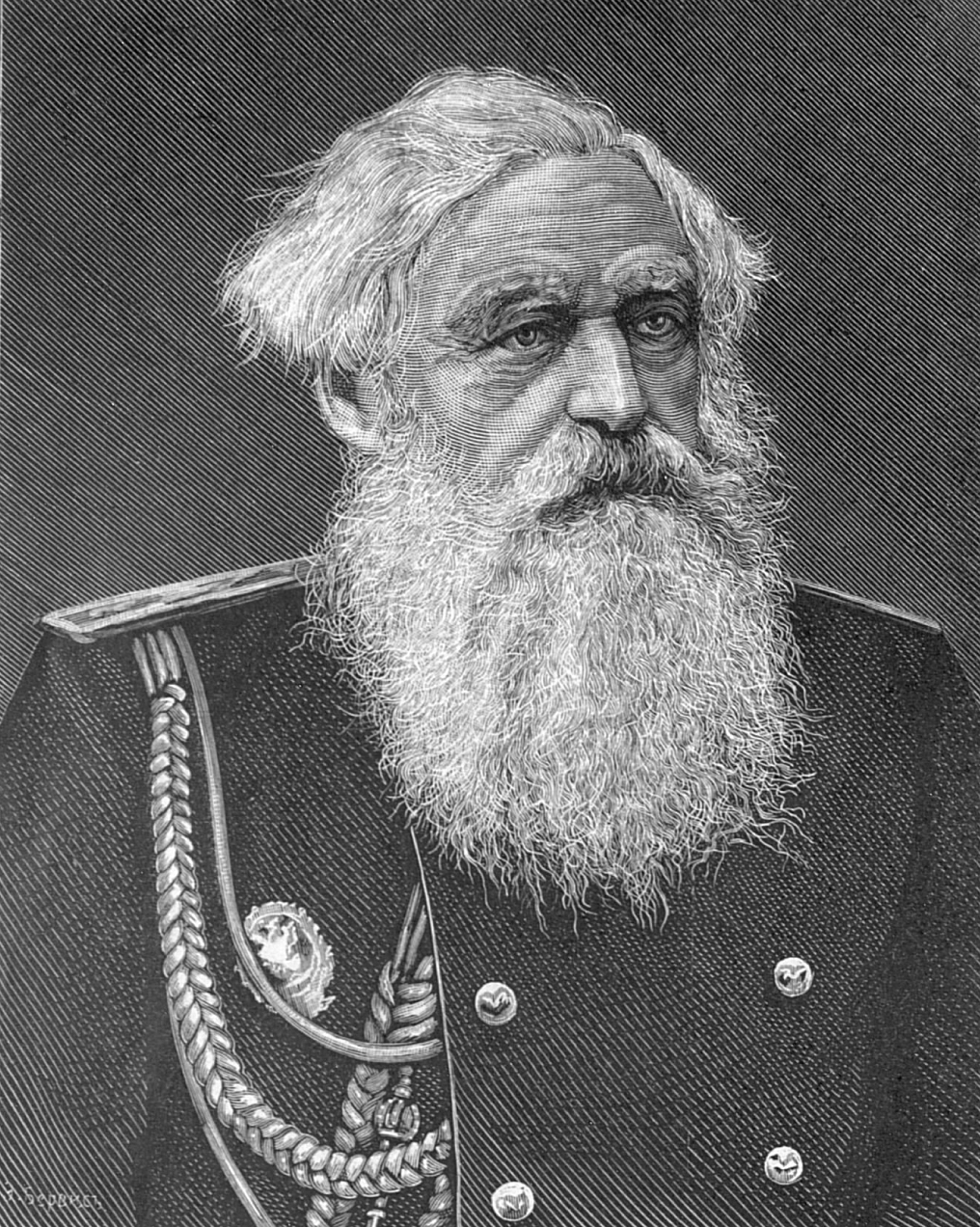
Генерал Г. И. Филипсон в преклонном возрасте.

В 1861 году Филипсон был определён попечителем Санкт-Петербургского учебного округа, но беспорядки, происшедшие в том году в Санкт-Петербургском университете, вызвали неудовольствия против Филипсона, которые заставили его просить увольнения от этой должности (уволен в начале 1862 г.). Д. Благой писал: «Не менее бурные сцены происходили и в Петербурге. В результате их Петербургский университет был закрыт, несколько студентов посажено в Петропавловскую крепость. „Героем“ усмирений был новый попечитель — казачий атаман Филипсон». 
Между тем, Филипсон был назначен на данную должность вовсе не в качестве «реакционного казака», а, видимо, потому, что был известен своим неприятием палочной дисциплины, поддержкой Александровских реформ и своей прошлой дружбой с декабристами. Тем не менее, наладить контакт со студентами не получилось, и отставной военачальник вернулся в Сенат.
Занятия Филипсона по Сенату продолжались до 1878 года, после чего он два года провёл в отпуске за границей и в 1880 г. освобождён от присутствия в Сенате, с оставлением в звании сенатора. В том же году, 28 октября, в день 50-летия службы в офицерских чинах, Филипсон произведён в генералы от инфантерии. Среди прочих наград Филипсон имел орден Святого Георгия 4-й степени, который был ему пожалован 1 января 1847 года за беспорочную выслугу 25 лет в офицерских чинах.
Вечер под новый 1883-й год Филипсон с двумя младшими дочерьми провел в доме своих хороших знакомых. Возвращаясь домой, он пошел домой пешком и при переходе на другую сторону улицы был сбит с ног скакавшей четвёркой почтовых лошадей, запряженных в сани. Впоследствии оказалось, что эти сани были наняты для прогулки, что лошадьми управляли сидевшие в санях, так как пьяный кучер свалился с козел, не доезжая до места, где они наехали на Филипсона. Полицейский отвез генерала в Мариинскую больницу, откуда в этот же день он был отпущен на свою квартиру. Медики нашли, что раны были не очень значительны, но было сильное потрясение мозга при падении, простуда и потеря крови. 14 января 1883 года Г. И. Филипсон скончался, а 17 тело его отвезено в Москву и на другой день похоронено в Ново-Алексеевском монастыре рядом с могилой его жены, умершей в 1875 году.

## Награды
- Орден Святой Анны 4-й степени (1831)
- Орден Святой Анны 3-й степени с бантом (19 мая 1832)
- Орден Святого Владимира 4-й степени с бантом (12 августа 1838)
- Орден Святого Станислава 2-й степени (30 августа 1838)
- Орден Святой Анны 2-й степени (9 сентября 1842)
- Орден Святого Владимира 3-й степени (9 июня 1843)
- Орден Святого Георгия 4-й степени (1 января 1847)
- Орден Святого Станислава 1-й степени (11 февраля 1848)
- Орден Святой Анны 1-й степени (21 февраля 1851)
- Императорская корона и мечи к ордену Святой Анны 1-й степени (1856)
- Орден Святого Владимира 2-й степени с мечами (9 октября 1858)
- Орден Белого орла (15 октября 1859)
- Орден Святого Александра Невского с мечами (6 декабря 1859)
- Алмазные знаки к ордену Святого Александра Невского (29 апреля 1861)

## Семья
Григорий Иванович Филипсон был женат на Надежде Кирсановне Кирсановой (ум. 15 апреля 1875 года на 65 году). Их дети:
- Николай (13.11.1848—14.07.1890), похоронен в Дрездене[3].
- Варвара (23.12.1850—09.04.1873), за четыре месяца до смерти (15.01.1873) вышла замуж за титулярного советника Василия Ивановича Солдатёнкова (1845—1910), племянника известного богача-раскольника К. Т. Солдатёнкова. По словам А. Дельвига, «здоровье прелестной Варвары Григорьевны было всегда не очень цветущем». Из-за слабости в день венчания ей было затруднительно даже подняться по лестнице в церковь министерства внутренних дел. На третий день после свадьбы она уехала с мужем в Рим, где здоровье её совсем расстроилось и она умерла от ревматизма. К ней приехали мать и сестра Надежда. Вместе с Солдатёнковым они перевезли тело Варвары Григорьевны в Москву и похоронили в склепе при церкви принадлежавшей Солдатёнковым усадьбы Кунцево[4].
- Надежда (1852—1934), в сентябре 1875 года в Мюнхене обвенчалась с вдовцом Василием Ивановичем Солдатёнковым, мужем умершей сестры. В обществе очень многие обвиняли мадам Филипсон в том, что она из пустого тщеславия желала выдать свою вторую дочь за Солдатёнкова, чем безумно губила её, тем более, что последний имел репутацию человека пустого и развратного. Но впоследствии выяснилось, что она, напротив всеми силами, противилась их браку и что её смерть только ускорила этот союз. После свадьбы Солдатёнковы уехали на Восток, зиму провели в Египте и в Константинополе, летом вернулись в Кунцево, а осенью переехали в Петербург. По словам А. Дельвига, «вторая жена Солдатёнкова, которую обыкновенно все звали Диною, высокая, стройная и недурная собой женщина, далеко не обладала умом и прелестью своей старшей сестры»[5]. Один из их сыновей Василий (1879—1944), состоял на службе при русском посольстве в Риме и был страстным автомобилистом.
- Наталья (1861—1939), художница, первой из женщин освоила иконопись; супруга князя Николая Владимировича Яшвиля (1857—1897), сына генерала В. В. Яшвиля;
- Софья, инокиня Вероника, после революции жила в Чехословакии, член Успенского братства.

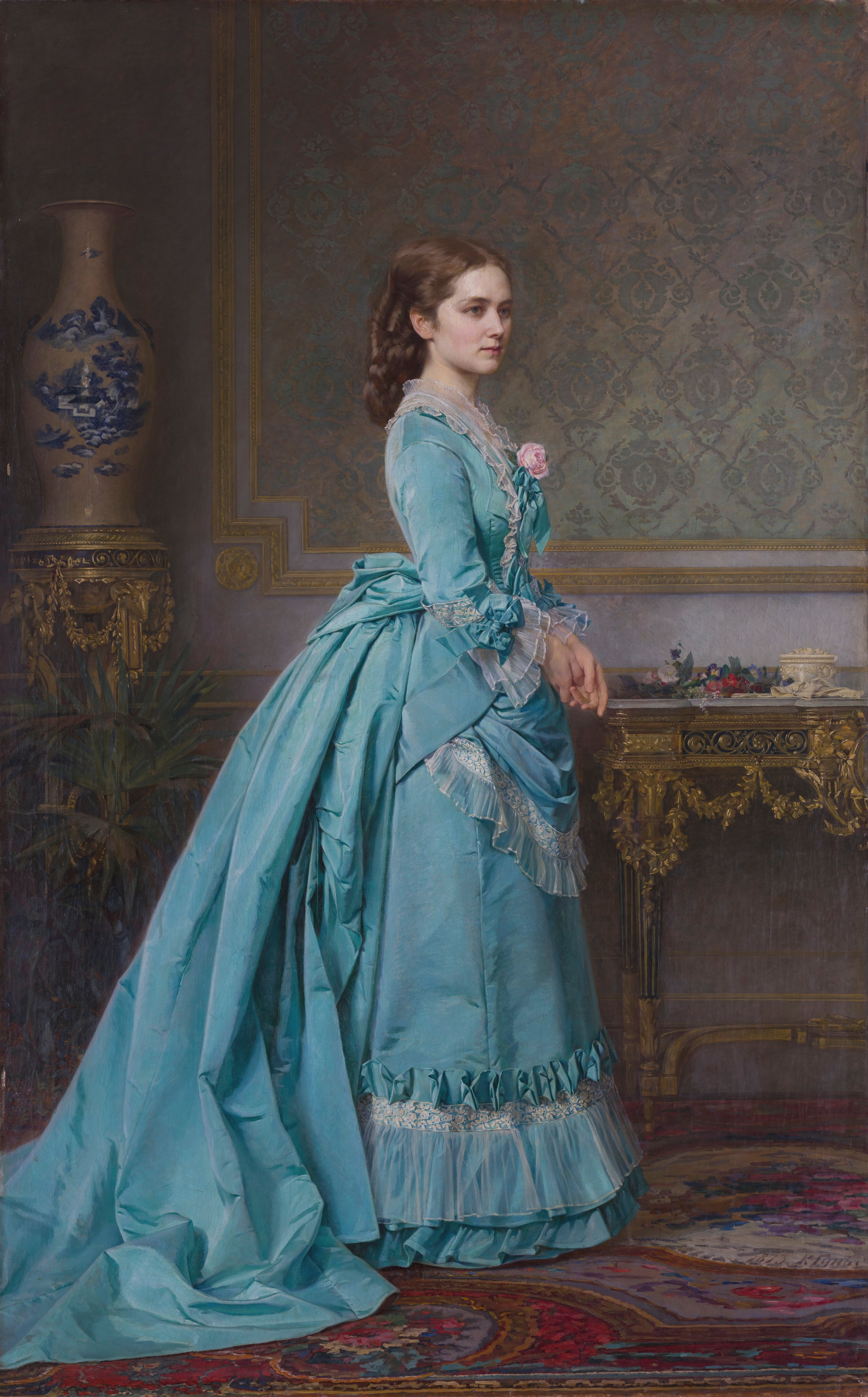
Варвара Григорьевна, дочь
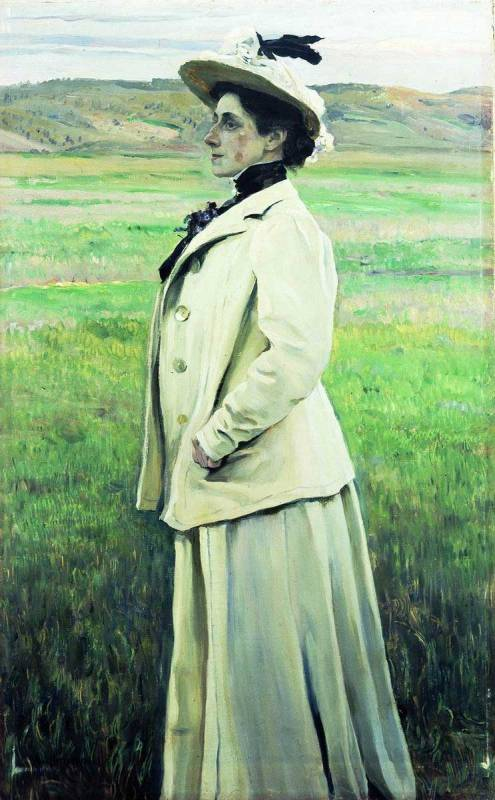
Наталья Григорьевна, дочь
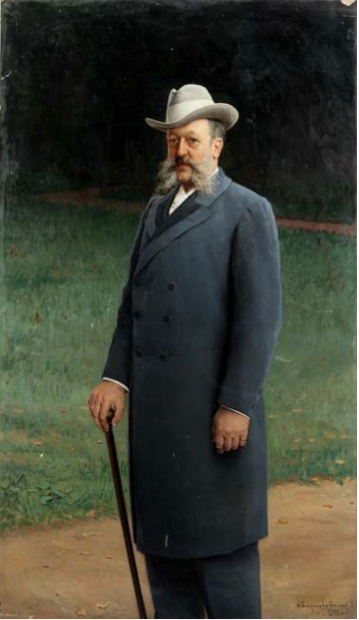
Василий Иванович Солдатёнков

## Труды
В последние годы жизни он писал свои «Воспоминания», которые успел довести только до 1847 г. В них много метких характеристик кавказских деятелей и любопытных эпизодов из истории долголетней войны с горцами. Эти «Воспоминания» были напечатаны с приложением «Воспоминаний о Г. И. Филипсоне с 1848 по 1883 год» и статьи Г. И. Филипсона «Несколько слов старого солдата о серой шинели» в «Русском архиве» за 1883 г., кн. 5 и 6, и 1884 г., кн. 1, 2 и 3; отдельным изданием вышли в 1885 г.
В 2019 году мемуары  Г. И. Филипсона переизданы.
Комментируя мемуары Филипсона, их первый редактор, П. И. Бартенев, счёл необходимым отметить отдельной сноской, что Филипсон слишком негативно оценивает деятельность графа М. С. Воронцова на Кавказе. Со своей стороны, участник Кавказской войны, полковник и мемуарист А. Л. Зиссерман в своём отзыве отметил, что Филипсон слишком резко оценивает также деятельность генералов Гурко и Граббе, и что его критика в их адрес не всегда точна. В то же время, Зиссерман отметил, что Филипсон:

В продолжении около 30 лет кавказской службы оказал немало пользы, особенно на восточном берегу Чёрного моря и в приготовительных действиях к окончательному покорению Западного Кавказа, отличаясь редким в то время качеством — бескорыстием. Ни товарищи, ни подчинённые никогда не относились к нему иначе, как с полным уважением, которого он вполне заслуживал.— А. Л. Зиссерман. К запискам Г. И. Филипсона. в книге:Г. И. Филипсон. Воспоминания (с 1809 по 1847 год). — М.: Кучково поле, 2019. Стр. 234

## Отзывы современников
Яркую характеристику Филипсона дал в своих мемуарах М. Я. Ольшевский: 

Обладая обширными научными сведениями, легко приобретаемые чрез посредство громадной памяти, быстро обнимая самые сложные и запутанные дела, свободно излагая свои мысли на бумаге, Григорий Иванович был вполне хорошим администратором и кабинетным деятелем. В военной администрации и иерархии Григорий Иванович мог быть достойным начальником штаба армии, генерал-губернатором или даже министром, но не его дело было управлять войсками в военное время. У него не было умения, манеры и смелости обращаться с солдатами; он избегал случаев встречаться и здороваться с ними. У него было более нерасположение, нежели стремление к лагерной боевой жизни, он даже не любил верховой езды, а потому не удивительно, что он сам не начальствовал отрядами, а поручал другим. Сколько мне кажется, у Григория Ивановича не хватало настолько твёрдости характера и силы воли, чтобы, управляя самому войсками, вести их неуклонно к определённой цели и не сворачивать в стороны перед препятствиями, столь большими и столь часто встречавшимися в Кавказской войне.
— Ольшевский М. Я. Кавказ с 1841 по 1866 год. — СПб., 2003.